# Años 360 a. C.
Los años 360 antes de Cristo transcurrieron entre los años 369 a. C. y 360 a. C.

## Acontecimientos
- 368 a. C.: en Atenas (Grecia), el filósofo Platón termina de escribir La república.
- 367 a. C.: en Grecia, el joven filósofo Aristóteles, viaja a Atenas para estudiar en la Academia de Platón.
- 367 a. C.: en Roma (Italia) se presentan las primeras obras de teatro en esa ciudad, representadas por actores etruscos.
- 364 a. C.: en China, el astrónomo Gan De (en el estado de Qi) descubre la luna joviana Ganímedes y realiza las primeras observaciones de las manchas solares.

## Fallecimientos
- 368 a. C.: Alejandro II, rey macedonio (asesinado por su hermano).
- 368 a. C. (25 de mayo, día de luna llena del mes de visakha [abril-mayo]): Buda, religioso nepalí (última fecha posible de su fallecimiento).